# Comitato aziendale europeo
Il comitato aziendale europeo, in breve CAE, è un organismo rappresentante dei lavoratori, previsto dalla direttiva europea 94/45/CE, al fine dell'informazione e la consultazione transnazionale dei lavoratori nelle imprese e nei gruppi di dimensioni comunitarie.
I CAE possono essere costituiti da aziende o gruppi presenti in più paesi europei, con più di mille dipendenti in almeno un paese della Comunità europea e almeno centocinquanta dipendenti in almeno due di questi paesi.

## Funzioni
I CAE hanno come obiettivo principale lo scambio delle informazioni fra i lavoratori all'interno dei gruppi multinazionali onde evitare comportamenti scorretti o lesivi nei confronti dei lavoratori a seconda del paese in cui l'impresa opera. L'obiettivo del legislatore è indurre le imprese a un generale riallineamento e riequilibrio all'interno delle imprese per evitare distorsioni nazionali o  concorrenze sleali fra gruppi di lavoratori. A questo fine è previsto che i CAE contribuiscano a:
- facilitare lo scambio di informazioni fra i rappresentanti dei lavoratori
- individuare le omissioni informative della dirigenza aziendale
- agevolare lo scambio di idee per la soluzione dei problemi comuni
- consentire l'utilizzo di tutte le informazioni, ovunque reperibili (anche fuori dai confini nazionali), utili alla contrattazione
- impedire le discriminazioni fra i lavoratori di un paese e quelli di un altro
- agevolare le iniziative comuni

### Fonti legislative
- Direttiva 94/45/CE - Legge istitutrice
- Accordo interconfederale 6 novembre 1996 per il recepimento della Direttiva 94/45/CE riguardante l'istituzione di un comitato aziendale europeo o di una procedura per l'informazione e la consultazione dei lavoratori nelle imprese e nei gruppi di imprese, su federtrasporto.it, 19 giugno 2014. URL consultato il 15 giugno 2021 (archiviato dall'url originale il 19 giugno 2014).
- Direttiva 97/74/CE -Estensione a Gran Bretagna e Eire
- D.Lgs. 74/2002 - Recepimento in Italia (Erga omnes)
- Direttiva 2006/109/CE - Estensione a Bulgaria e Romania
- Direttiva 2009/38/CE - Istituzione CAE o di una procedura per l'informazione e la consultazione dei lavoratori nelle imprese e nei gruppi di imprese di dimensioni comunitarie (rifusione)
- Avviso comune per il recepimento della direttiva 2009/38/CE[collegamento interrotto] fra CGIL CISL UIL e Confindustria ABI ANIA Confcommercio.

### Fonti documentali
- Scheda del CNEL sui CAE[collegamento interrotto]
- Tartaglione, Luca (2002): La nuova normativa in materia di comitati aziendali europei, in: Il Sole 24 ore – Guida al lavoro, edizione 19 / 2002 (14 maggio).
- Telljohann, Volker (2003): Il futuro dei Comitati aziendali europei – da comitati di informazione ad attori sociali, intervento al convegno “Comitati aziendali europei. Bilancio delle esperienze dalla Direttiva 94/45 CE ad oggi”, 18 marzo 2003, Roma.